# Pepermunt (snoep)

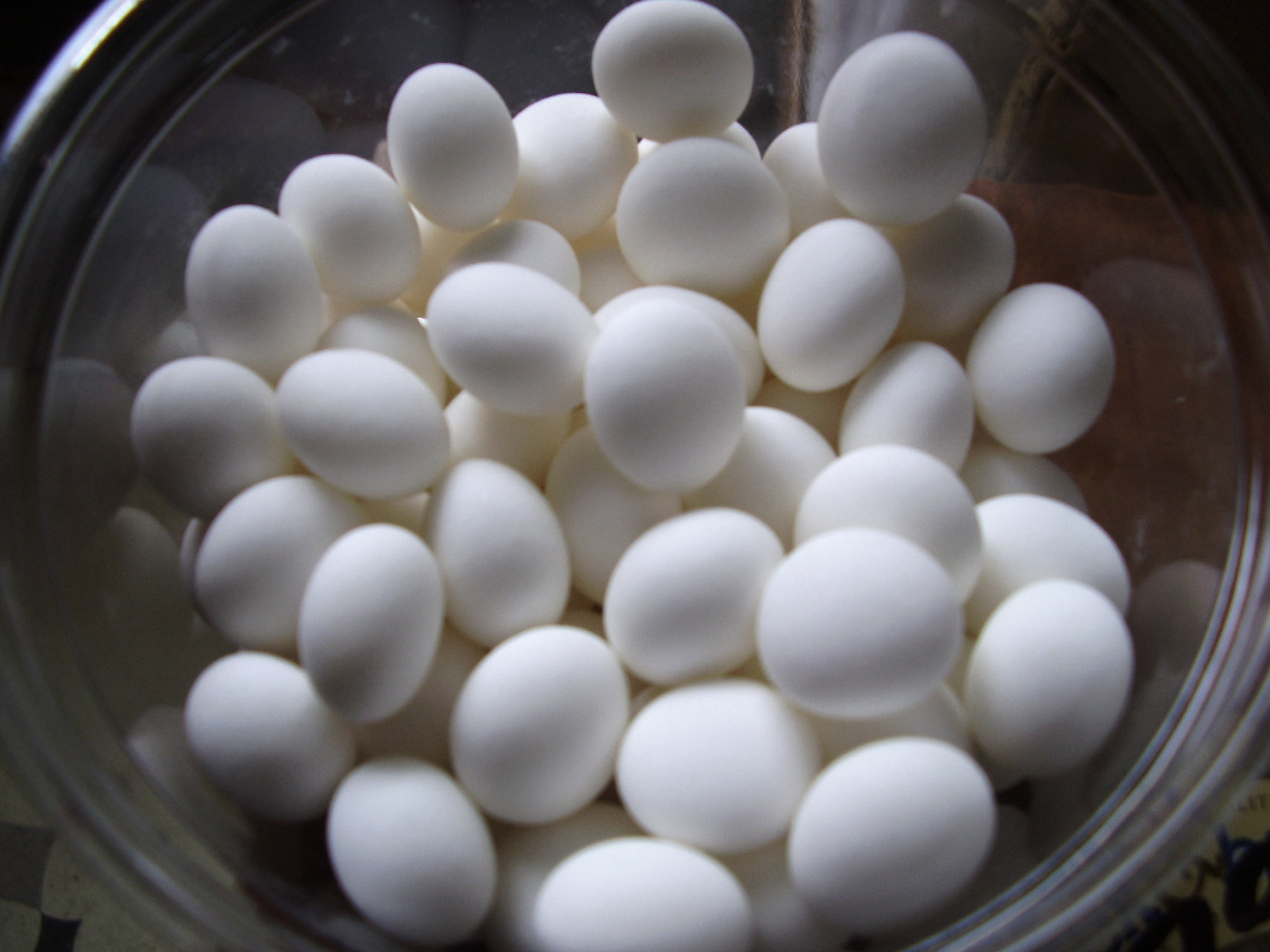
Pepermunt

Pepermunt is een soort snoepje, een lekkernij. Een bepaald soort pepermunt, de maagpepermunt, wordt soms als medicijn beschouwd, hoewel het niet als zodanig is geregistreerd. Pepermunt ligt bij kassa's om aan te zetten tot een impulsaankoop. Vrijwel elke tandpasta en elk mondwater smaakt naar pepermunt, net als veel soorten kauwgum.

## Ingrediënten
De twee delen van de naam van pepermunt zijn 'Mentha' hetgeen betekent 'sterk ruikend' en 'piperita' hetgeen 'gepeperd' betekent. Dit laatste betekent niet dat pepermunt naar peper smaakt. Wel kan de smaak vrij scherp zijn. In snoepjes varieert de verhouding tussen pepermuntolie en suiker sterk, zodat de scherpte van het snoep ook wisselend is en afhankelijk van de fabrikant.
De ingrediënten die in pepermunt worden verwerkt zijn:
- Mentha piperita
- Pepermuntolie
- Suiker
- Gelatine
- Arabische gom

## Mentha piperita
Pepermunt (Mentha piperita) is een plant die zeer geschikt is om pepermuntsnoep van te maken. De plant wordt verbouwd in Engeland, Frankrijk, Japan en de Verenigde Staten. De mentha piperita is ongeveer vijftig centimeter hoog en heeft een zachtgroene kleur. Als het tijd is voor de oogst worden de planten afgesneden. Daarna blijven ze nog een tijdje op het land liggen om te drogen. Deze plant heeft van zichzelf een kamferachtige smaak, maar na kruidenextractie ontstaat de typische pepermuntsmaak.

## Pepermuntolie
Als de planten droog zijn worden ze in pakken naar de fabriek gebracht. Daar wordt uit de planten pepermuntolie gewonnen, het belangrijkste onderdeel van de pepermunt. De pepermuntbladeren worden in ketels gedaan, waarin stoom wordt geblazen. De stoom verhit de blaadjes, waardoor de pepermuntolie vrijkomt. Na afkoeling van de stoom blijft de olie op het water drijven, omdat ze lichter is dan water. Zo kan de olie gemakkelijk van het water worden gescheiden. Dit proces heet extractie.
Er komt niet veel pepermuntolie van een plant. Eén vierkante meter landbouwgrond met pepermuntplanten levert slechts ongeveer drie gram pepermuntolie op. Pepermuntolie is daarom duur.

## Pepermuntmerken
Bekende pepermuntmerken zijn KING, Faam, Van Slooten, Tiger, Fortuin's DF, Mentos, Smint, Meenk, Kindly's en de Wilhelmina pepermunt.
Traditioneel werd pepermunt vaak gegeten door het protestantse kerkvolk onder de (soms ellenlange) preek. Daarbij was King het merk van de gereformeerden en Faam-pepermunt van de hervormden.